# Universidad de Aizu
La Universidad de Aizu (en japonés: 会津大学, Aizu Daigaku) en Aizuwakamatsu, Japón, es la primera universidad dedicada a las ciencias de la computación en Japón. Actualmente, alrededor de 1,100 estudiantes están vinculados a sus programas de pregrado y posgrado. La Universidad de Aizu promueve el "avance del conocimiento para la humanidad" y es un importante centro de investigación en ciencias de la computación.

## Descripción
La Universidad de Aizu está localizada en la ciudad de Aizuwakamatsu en la Prefectura de Fukushima, Japón.
La universidad se especializa en educación en ciencias de la computación, con énfasis tanto en hardware como en software, en sus programas de pregrado y posgrado. Es reconocida por su acceso abierto a ordenadores: hay un ordenador por cada estudiante en la universidad, y los estudiantes tienen acceso a ellos las 24 horas del día, todos los días del año. Los ordenadores son renovados cada tres años de tal manera que los estudiantes siempre tienen acceso a tecnología reciente.

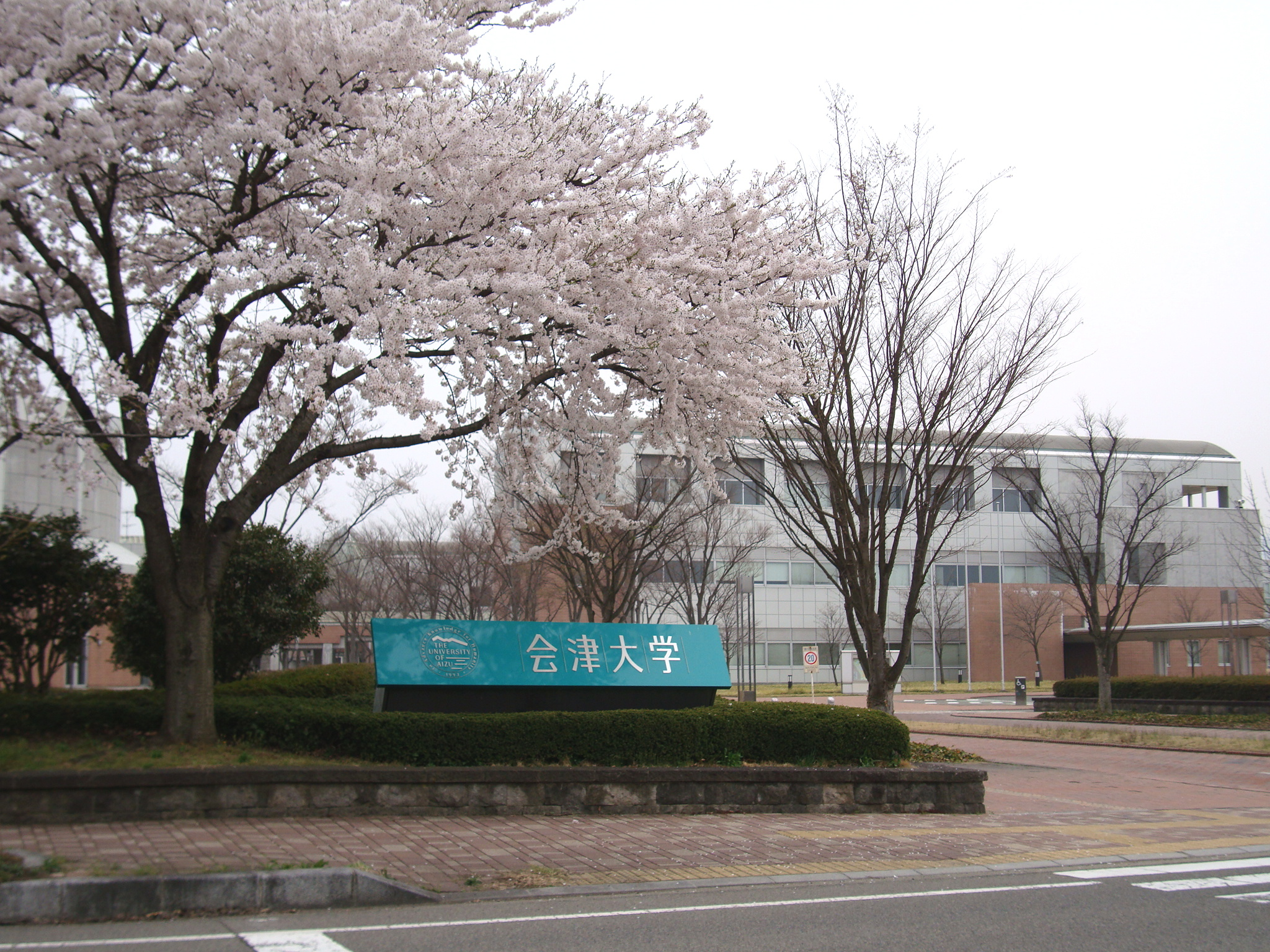
Entrada principal de la universidad

Además de ciencias de la computación, la enseñanza de inglés es un aspecto importante de la Universidad de Aizu. La universidad es oficialmente bilingüe y todas las reuniones oficiales son interpretadas y las comunicaciones escritas, traducidas. Cerca del 40% de los profesores son extranjeros, incluyendo profesores provenientes de Canadá, China, Colombia, India, Russia, Corea del Sur, Estados Unidos, y Vietnam. 
. Los estudiantes de la universidad toman clases de inglés a lo largo de sus estudios de pregrado y además algunas asignaturas son enseñadas en inglés. Las tesinas son obligatoriamente escritas en inglés. Estudiantes internacionales son bienvenidos en los programas de maestría y doctorado.
En 2005, la Universidad de Aizu fue seleccionada, junto con otras 20 universidades, por el gobierno japonés cono un centro nacional responsable del mejoramiento de la educación internacional. Con este respaldo, la Universidad de Aizu realiza investigación en ciencias de la computación en colaboración con otros centros como la Universidad de Shanghái en China, y la Universidad de San Petersburgo en Rusia. La Universidad de Aizu también tiene proyectos de colaboración con muchas otras universidades extranjeras, personal administrativo extranjero, y admite estudiantes de otros países.
El actual rector es el Profesor Ryuichi Oka.

## Campus universitario
La universidad está localizada en un campus de 20 hectáreas en Aizuwakamatsu, Fukushima. Tiene facilidades para varios deportes, incluyendo natación, y numerosos juegos de campo.

## Facultades y Escuelas de Estudio Superior
- Ciencias de la computación e ingeniería
- Tecnologías de la información y administración de proyectos.

## Campos de estudio en los programas de posgrado
- Dispositivos de cómputo
- Sistemas de información
- Sistemas de redes de computación
- Reconocimiento e interfaces humanas
- Algoritmos y teoría de las ciencias de la computación
- Organización de computadores y procesamiento en paralelo
- Mundos sintéticos, realidad virtual, y multimedia
- Ingeniería del conocimiento, cibernética y sistemas de software
- Ingeniería de software y tecnologías de información

## Institutos de investigación, centros, y facilidades
- Centro universitario para los negocios de innovación
- Centro de estudios del lenguaje